# Ercilla
Ercilla è un comune del Cile della provincia di Malleco nella Regione dell'Araucanía. Al censimento del 2002 possedeva una popolazione di 9.041 abitanti.

## Società

### Evoluzione demografica
| Censimento del 1992 | Censimento del 2002 |
| 8.842 ab.           | 9.041 ab.           |